# Маньківська сільська рада (Сватівський район)
| Маньківська сільська рада — колишній орган місцевого самоврядування у Сватівському районі Луганської області з адміністративним центром у с. Маньківка. Історична дата утворення: в 1938 році. Сільській раді підпорядковані населені пункти: - с. Маньківка - с. Новопреображенне - с. Павлівка |

## Склад ради
Рада складалася з 12 депутатів та голови.

### Керівний склад ради
| ПІБ                         | Основні відомості                                                 | Дата обрання | Дата звільнення |
| --------------------------- | ----------------------------------------------------------------- | ------------ | --------------- |
| Григоренко Віра Данилівна   | Сільський голова, 1952 року народження, освіта, позапартійна      | 26.03.2006   | 31.10.2010      |
| Лебединець Ольга Олексіївна | Сільський голова, 1967 року народження, освіта вища, позапартійна | 31.10.2010   |                 |

Примітка: таблиця складена за даними джерела